# Flowboard

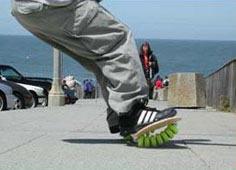
Un flowboard

Le flowboard est une planche de skateboard dont chaque truck a été remplacé par un arceau en arc de cercle traversant un certain nombre de roue (souvent 7).
Il est censé procurer des sensations encore plus proches du snowboard que le freeboard qui était déjà connu pour cela.